# Lino Ventura
Angiolino Giuseppe Pasquale Ventura (Parma, Olaszország, 1919. július 14. – Saint-Cloud, Hauts-de-Seine, Franciaország 1987. október 22.) olasz származású francia színész.

## Élete és pályája
1919. július 14-én született Parmában. Szülei hamar elváltak. Hétéves volt, amikor édesanyjával letelepedett a párizsi „olasz gettóban”, ahol később dolgozni kezdett. Sokféle fizikai munkát elvállalt, megtanult keményen küzdeni. A második világháborúban nemzetisége miatt bekényszerítették az olasz fasiszta hadseregbe, de hamar dezertált, s Párizsban bujkálva a francia ellenállók oldalára állt. A háború után szabadfogású birkózóbajnok lett, de továbbra is nehéz fizikai munkát végzett, többek közt filmgyárakban is. Itt Jacques Becker felfigyelt rá, aki 1953-ban elindította a filmszínészi pályán, amikor Az utolsó akció című filmjében adott neki szerepet. Ventura, a színészi pályája alatt kezdte el felépíteni kemény gengszterkarakter filmbeli alakításait, ilyen szerepben gyakran játszott barátja, Jean Gabin oldalán.
Karrierje során a legnépszerűbb francia filmek szereplője volt.

## Magánélete
Ventura élete során egy felesége és négy gyermeke volt. 
1942-ben feleségül vette Odette Lecomte-ot, gyermekkori szerelmét, akitől négy gyermeke született: Mylène (1946-1998), aki repülőgép-szerencsétlenségben meghalt, Laurent (1950), Linda (1958) és Clelia (1961), szerző és író. 
A lánya, Linda, születésekor súlyos agyvérzés kapott és emiatt halmozottan sérült volt értelmileg. Gyógyíttatása Ventura egész életét meghatározta. Ennek eredményeként alapítványt hozott létre a fogyatékos gyerekek megsegítésére, amelyet az egész francia színésztársadalom támogatott.
Az intézmény Ventura halála után továbbra is működő egészségügyi centrum maradt. Felesége Becsületrendet kapott jótékonysági tevékenységéért.
Bár Franciaországban élt és beszélt akcentus nélkül, szülei iránti tiszteletből sosem akart lemondani az olasz állampolgárságról.

## Halála

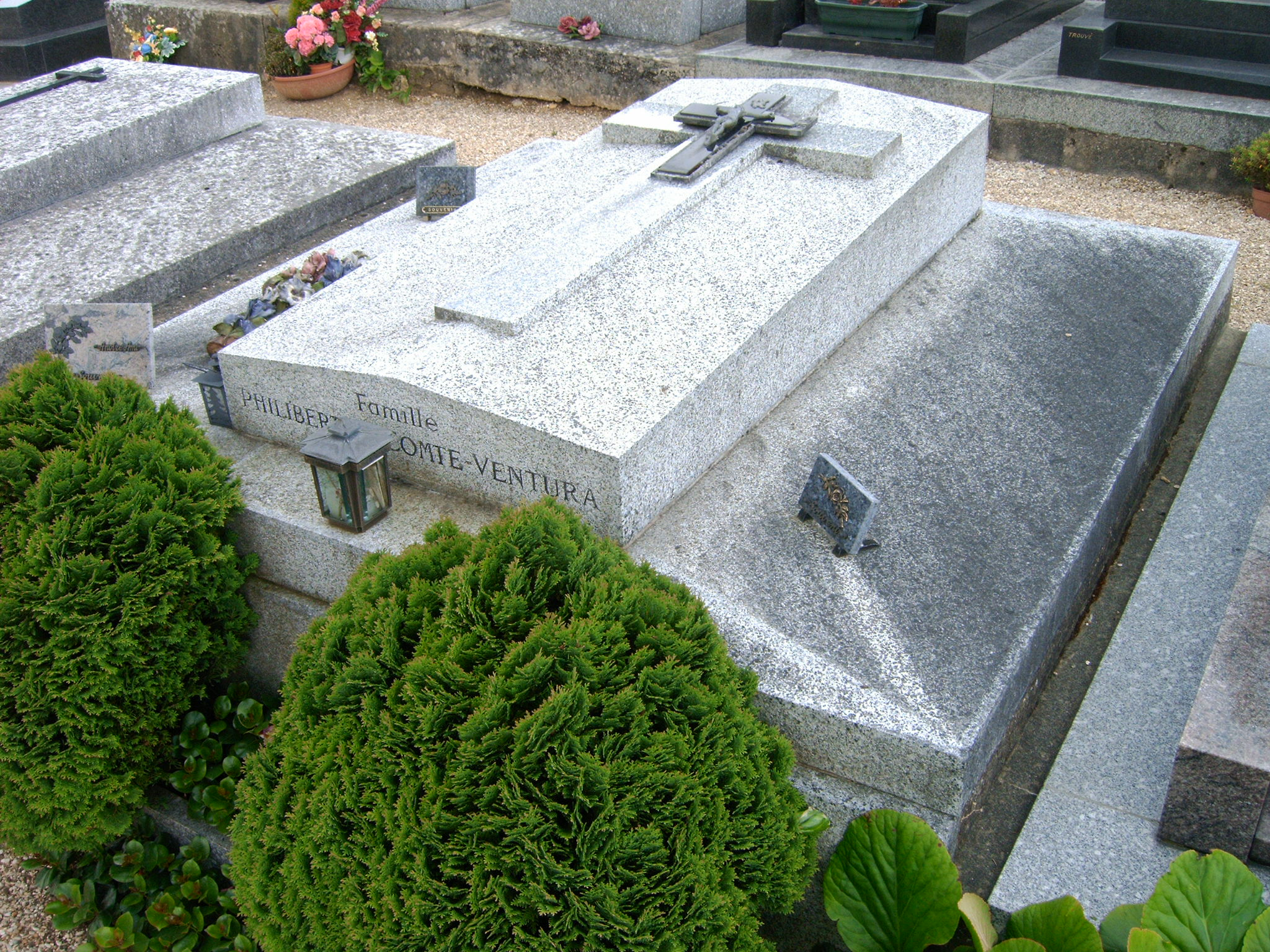
Sírja Le Val-Saint-Germain temetőjében

1987-ben, 68 éves korában, szívroham következtében elhunyt. Sírja Le Val-Saint-Germain temetőjében található.

## Filmográfia
| Év   | Magyar cím                    | Eredeti cím                        | Szerep                      | Magyar hang                    |
| ---- | ----------------------------- | ---------------------------------- | --------------------------- | ------------------------------ |
| 1954 | Az utolsó akció               | Touchez pas au grisbi              | Angelo Fraiser              | Koroknay Géza                  |
| 1955 | Kábítószerrazzia              | Razzia sur la chnouf               | Roger, a katalán            |                                |
| 1956 |                               | La loi des rues                    | Mario                       |                                |
| 1956 | Bűn és bűnhődés               | Crime et châtiment                 | Gustave Messonnier          | Surányi Imre                   |
| 1957 |                               | Le feu aux poudres                 | Legentil                    |                                |
| 1957 |                               | Action immédiate                   | Bérès                       |                                |
| 1957 |                               | Le rouge est mis                   | Pepito                      |                                |
| 1957 |                               | L'Étrange Monsieur Steve           | Denis                       |                                |
| 1957 |                               | Trois jours à vivre                | Lino Ferrari                |                                |
| 1957 |                               | Ces dames préfèrent le mambo       | Paulo                       |                                |
| 1958 | Maigret csapdát állít         | Maigret tend un piège              | Torrence felügyelő          |                                |
| 1958 | Felvonó a vérpadra            | Ascenseur pour l'échafaud          | Cherrier felügyelő          | Konrád Antal                   |
| 1958 | Montparnasse 19               | Les Amants de Montparnasse         | Morel                       | Szilágyi Tibor                 |
| 1958 | Montparnasse 19               | Les Amants de Montparnasse         | Morel                       | Kránitz Lajos                  |
| 1958 |                               | Le gorille vous salue bien         | Géo Paquet                  |                                |
| 1959 | Elszabadult vadállat          | Le fauve est lâché                 | Paul Lamiani                |                                |
| 1959 | Különös találkozás            | Marie-Octobre                      | Carlo Bernardi              | Tolnai Miklós (2. szinkron)    |
| 1959 | Különös találkozás            | Marie-Octobre                      | Carlo Bernardi              | Galbenisz Tomasz (3. szinkron) |
| 1959 |                               | Sursis pour un Vivant              | Borcher                     |                                |
| 1959 |                               | Douze heures d'horloge             | Albert Fourbieux            |                                |
| 1959 | Egy tanú a városban           | Un témoin dans la ville            | Ancelin                     |                                |
| 1959 | Ördögi trükk (Montmartre 125) | 125 Rue Montmartre                 | Pascal                      | Fillár István                  |
| 1959 | Ördögi trükk (Montmartre 125) | 125 Rue Montmartre                 | Pascal                      | Szersén Gyula                  |
| 1959 | Az iskolások útja             | Le chemin des écoliers             | Tiercelin                   | Mádi Szabó Gábor               |
| 1959 | Az iskolások útja             | Le chemin des écoliers             | Tiercelin                   | Szilágyi Tibor                 |
| 1960 | Menekülésre ítélve            | Classe tous risques                | Abel Davos                  | Ujréti László                  |
| 1960 |                               | Herrin der Welt                    | Biamonte                    |                                |
| 1961 |                               | La ragazza in vetrina              | Federico                    |                                |
| 1961 | Egy taxi Tobroukba            | Un taxi pour Tobrouk'              | Theo Dumas                  |                                |
| 1961 | Az utolsó ítélet              | Il Giudizio universale             | Giovanna apja               | Avar István (1. szinkron)      |
| 1961 | Az utolsó ítélet              | Il Giudizio universale             | Giovanna apja               | Németh Gábor (3. szinkron)     |
| 1961 |                               | Il re di Poggioreale               | gengszter                   |                                |
| 1961 |                               | Les lions sont lâchés              | André Challenberg           |                                |
| 1962 | Emile hajója                  | Le bateau d'Émile                  | Émile Bouet                 | Láng József                    |
| 1962 | Emile hajója                  | Le bateau d'Émile                  | Émile Bouet                 | Meleg Vilmos                   |
| 1962 |                               | Les Petits Matins                  | sofőr                       |                                |
| 1962 | Az ördög és a tízparancsolat  | Le diable et les dix commandements | Garigny                     | Szilágyi Tibor                 |
| 1962 | Carmen 63                     | Carmen di Trastevere               | Vincenzo                    | Szili János                    |
| 1963 |                               | Die Dreigroschenoper               | Tiger Brown                 |                                |
| 1963 | Lövöldöző taták               | Les Tontons flingueurs             | Fernand Naudin              |                                |
| 1964 | Százezer dollár a napon       | Cent mille dollars au soleil       | Hervé Marec                 |                                |
| 1964 | Banditasirató                 | Llanto por un bandido              | El Lutos                    | Ujlaki Dénes                   |
| 1964 |                               | Le monocle rit jaune               | Elie ügyfele (cameo)        |                                |
| 1964 | A nagy kémügy                 | Les Barbouzes                      | Francis Lagneau             |                                |
| 1965 |                               | L'Arme à gauche                    | Jacques Cournot százados    |                                |
| 1965 |                               | La métamorphose des cloportes      | Alphonse Maréchal           |                                |
| 1965 | Nehézfiúk                     | Les grandes gueules                | Laurent                     | Koroknay Géza                  |
| 1966 |                               | Ne nous fâchons pas                | Antoine Beretto             |                                |
| 1966 | Mások bőrével                 | Avec la peau des autres            | Pascal Fabre                |                                |
| 1966 | Második nekifutás             | Le Deuxième Souffle                | Gustave Minda               |                                |
| 1967 | Kalandorok                    | Les Aventuriers                    | Roland                      | Szilágyi Tibor                 |
| 1968 |                               | Le Rapace                          | Rital                       |                                |
| 1969 | Árnyékhadsereg                | L'Armée des ombres                 | Philippe Gerbier            |                                |
| 1969 | A szicíliaiak klánja          | Le Clan des Siciliens              | Le Goff felügyelő           | Gera Zoltán                    |
| 1969 | A szicíliaiak klánja          | Le Clan des Siciliens              | Le Goff felügyelő           | Inke László                    |
| 1969 | A szicíliaiak klánja          | Le Clan des Siciliens              | Le Goff felügyelő           | Gera Zoltán                    |
| 1969 | A szicíliaiak klánja          | Le Clan des Siciliens              | Le Goff felügyelő           | Barbinek Péter                 |
| 1970 | Címe ismeretlen               | Dernier domicile connu             | Marceau Leonetti felügyelő  | Mádi Szabó Gábor               |
| 1971 |                               | Fantasia chez les ploucs           | Sagamore Noonan             |                                |
| 1971 | Rum bulvár                    | Boulevard du Rhum                  | Cornelius von Zeelinga      | Kránitz Lajos                  |
| 1971 | Rum bulvár                    | Boulevard du Rhum                  | Cornelius von Zeelinga      | Várkonyi András                |
| 1972 | Cosa Nostra – A Valachi-ügy   | The Valachi Papers                 | Vito Genovese               | Szilágyi Tibor                 |
| 1972 |                               | L'aventure, c'est l'aventure       | Lino Massaro                |                                |
| 1973 |                               | Le Silencieux                      | Clément Tibère              |                                |
| 1973 |                               | La Raison du Plus Fou              | Le deuxième motard (cameo)  |                                |
| 1973 | Boldog új év                  | La bonne année                     | Simon                       | Avar István                    |
| 1973 | Boldog új év                  | La bonne année                     | Simon                       | Szersén Gyula                  |
| 1973 |                               | Le Far West                        | elítélt rab                 |                                |
| 1973 | A bajkeverő                   | L'Emmerdeur                        | Ralf Milan                  | Kránitz Lajos                  |
| 1974 | Három kemény fickó            | Three Tough Guys                   | Charlie atya                | Szabó Ottó                     |
| 1974 | A pofon                       | La gifle                           | Jean Douléan                | Inke László                    |
| 1975 |                               | La Cage                            | Julien                      |                                |
| 1975 | Agyő, haver!                  | Adieu, poulet                      | Verjeat felügyelő           | Sinkovits Imre                 |
| 1975 | Agyő, haver!                  | Adieu, poulet                      | Verjeat felügyelő           | Szilágyi Tibor                 |
| 1976 | Kiváló holttestek             | Cadaveri eccellenti                | Amerigo Rogas felügyelő     | Mádi Szabó Gábor               |
| 1978 | A medúza pillantása           | The Medusa Touch                   | Brunel felügyelő            | Szersén Gyula                  |
| 1978 | A medúza pillantása           | The Medusa Touch                   | Brunel felügyelő            | Szilágyi Tibor                 |
| 1978 | Lepke a vállon                | Un papillon sur l'épaule           | Roland Fériaud              | Jakab Csaba                    |
| 1979 | Egy dühös ember               | L'homme en colère                  | Romain Dupre                | Tolnai Miklós                  |
| 1980 | Szexis hétvége                | Les séducteurs                     | François Quérole            | Gera Zoltán                    |
| 1981 | Őrizetbevétel                 | Garde à vue                        | Antoine Gallien felügyelő   | Inke László                    |
| 1981 | Őrizetbevétel                 | Garde à vue                        | Antoine Gallien felügyelő   | Medgyesfalvy Sándor            |
| 1982 | Spion, ébresztő               | Espion, lève-toi                   | Sébastien Grenier           | Szilágyi Tibor                 |
| 1982 |                               | Les Misérables                     | Jean Valjean                |                                |
| 1983 | Öt láda aranyrög              | Le Ruffian                         | Aldo                        | Gera Zoltán                    |
| 1984 | Száz nap Palermóban           | Cento giorni a Palermo             | Carlo Dalla Chiesa tábornok | Gera Zoltán                    |
| 1984 | Száz nap Palermóban           | Cento giorni a Palermo             | Carlo Dalla Chiesa tábornok | Szilágyi Tibor                 |
| 1984 | Száz nap Palermóban           | Cento giorni a Palermo             | Carlo Dalla Chiesa tábornok | Szersén Gyula                  |
| 1984 | A hetedik célpont             | La Septième Cible                  | Bastien Grimaldi            |                                |
| 1984 |                               | La jonque chinoise                 | ismeretlen szerep           |                                |
| 1986 | Gideon kardja (tévéfilm)      | Sword of Gideon                    | Papa                        | Perlaki István                 |
| 1987 | Rumba                         | La Rumba                           | idős maffiózó (cameo)       | Elekes Pál                     |